# Glacis (Seychellen)
Glacis (Frans voor Helling) is een van de 26 administratieve districten van de Seychellen. Het beslaat het uiterst noordelijke deel van het Seychelse hoofdeiland Mahé en is ongeveer zeven vierkante kilometer groot. Bij de volkstelling van 2002 werden in het district een kleine 3600 inwoners geteld.